# Whamageddon
Whamageddon (також Вамаґедон; назва походить від гурту Wham!) — це челендж, у який грають протягом 24 днів перед Різдвом. Його мета — уникнути прослуховування пісні Last Christmas від Wham! з 1 грудня до кінця Святвечора (24 грудня). 

## Правила
Гравці намагаються пройти вказаний період, не почувши оригінальної версії Last Christmas. У разі поразки (тобто якщо гравець почув пісню), він має повідомити про це, опублікувавши хештеґ #Whamageddon у соціальних мережах. 
Винятками є ремікси та кавер-версії пісні, які не вважаються порушенням правил. Хоча технічно дозволено навмисно «вибивати» інших гравців, вмикаючи їм пісню, така поведінка не заохочується серед спільноти.

## Популярність
Whamageddon здобув популярність в інтернеті як гра на виживання з елементами гумору. Його часто порівнюють із іграми на кшталт Battle Royale через конкурентний характер. 